# Drăgești (okręg Bihor)
Drăgești – wieś w Rumunii, w okręgu Bihor, w gminie Drăgești. W 2011 roku liczyła 354 mieszkańców.